# Moncton Stadium
Das Moncton Stadium (französisch Stade Moncton) ist ein Fußballstadion mit Leichtathletikanlage in der kanadischen Stadt Moncton in der Provinz New Brunswick. Die Hauptsportarten im Stadion sind Leichtathletik, Canadian Football und Fußball.

## Geschichte
Das Stadion wurde zwischen 2008 und 2010 auf dem Campus der Université de Moncton erbaut und kostete etwa 17 Millionen CAD. Die Besitzer des Stadions ist die Université de Moncton und die Stadt Moncton. Die Anlage verfügt über 10.000 Sitzplätze. Durch zusätzliche Tribünen kann das Fassungsvermögen auf 20.725 etwa verdoppelt werden.
Im Juli 2010 wurden zunächst die kanadischen Juniorenmeisterschaften und später die Juniorenweltmeisterschaften der Leichtathletik in Moncton ausgetragen. Im September 2010 und September 2011 fanden im Rahmen des Touchdown Atlantic zwei Saisonspiele der Canadian Football League in Moncton statt. 2010 trafen die Toronto Argonauts auf die Edmonton Eskimos, ein Jahr später standen sich die Hamilton Tiger-Cats und die Calgary Stampeders gegenüber.
Die kanadische Fußballnationalmannschaft hat am 30. Mai 2012 ein Freundschaftsspiel gegen China in Moncton ausgetragen, das man mit 1:0 gewann. Das Moncton Stadium war einer der Austragungsorte der U-20-Fußball-Weltmeisterschaft der Frauen 2014 und wurde auch bei der Fußball-Weltmeisterschaft der Frauen 2015 genutzt.